# مسابقات قهرمانی باشگاه‌های جهان ۲۰۰۱
مسابقات قهرمانی باشگاه‌های جهان ۲۰۰۱ یک تورنمنت فوتبال بود که توسط فیفا ترتیب داده شد تا از ۲۸ ژوئیه تا ۱۲ اوت ۲۰۰۱ در اسپانیا برگزار شود. قرار بود این دومین دوره مسابقات قهرمانی باشگاه‌های جهان باشد، اما به دلیل ترکیبی از عوامل مانند فروپاشی شریک بازاریابی فیفا، ای‌اس‌ال، لغو شد. فیفا در ابتدا قصد داشت مسابقات را تا سال ۲۰۰۳ به تعویق بیندازد.

## گزینش میزبان
کمیته اجرایی فیفا در ۳ اوت ۲۰۰۰ طی نشست خود در زوریخ، سوئیس، اسپانیا را به عنوان میزبان مسابقات منصوب کرد.

## تیم‌های حاضر
تیم‌های حاضر در این مسابقات، از طریق شش مسابقات بزرگ از شش قاره موفق به رسیدن به جام باشگاه‌های جهان ۲۰۰۱ شدند.
| تیم                | کنفدراسیون    | صلاحیت                                        | مشارکت             |
| ------------------ | ------------- | --------------------------------------------- | ------------------ |
| دپورتیوو لا کرونیا | یوفا (میزبان) | قهرمان لا لیگا ۲۰۰۰–۱۹۹۹                      | اولین              |
| رئال مادرید        | یوفا          | قهرمان لیگ قهرمانان اروپا ۲۰۰۰–۱۹۹۹           | دومین (قبلی: ۲۰۰۰) |
| گالاتاسرای         | یوفا          | قهرمان جام یوفا ۲۰۰۰–۱۹۹۹                     | اولین              |
| بوکا جونیورز       | کونمبول       | قهرمان جام لیبرتادورس ۲۰۰۰                    | اولین              |
| پالمیراس           | کونمبول       | قهرمان جام لیبرتادورس ۱۹۹۹                    | اولین              |
| لس‌آنجلس گلکسی      | کونکاکاف      | قهرمان جام قهرمانان کونکاکاف ۲۰۰۰             | اولین              |
| المپیا             | کونکاکاف      | نایب قهرمان جام قهرمانان کونکاکاف ۲۰۰۰        | اولین              |
| هارتس آف اوک       | کاف           | قهرمان لیگ قهرمانان آفریقا ۲۰۰۰               | اولین              |
| زمالک              | کاف           | قهرمان جام برندگان جام آفریقا ۲۰۰۰            | اولین              |
| الهلال             | ای‌اف‌سی        | قهرمان سوپر جام آسیا ۲۰۰۰                     | اولین              |
| جوبیلو ایواتا      | ای‌اف‌سی        | قهرمان سوپر جام آسیا ۱۹۹۹                     | اولین              |
| ولونگونگ وولفس     | اواف‌سی        | قهرمان مسابقات باشگاهی قهرمانی اقیانوسیه ۲۰۰۱ | اولین              |

نکات
1. ↑  شماره حضور در صورتی که مسابقات برگزار می‌شد

## ورزشگاه‌ها
| مادرید                                | مادرید                 |
| ------------------------------------- | ---------------------- |
| ورزشگاه سانتیاگو برنابئو              | ورزشگاه ویسنته کالدرون |
| گنجایش: ۸۵,۰۰۰                        | گنجایش: ۵۴,۹۰۷         |
|                                       |                        |
| لاکرونیامادریدسانتیاگو ده کومپوستلا · |                        |
| لاکرونیا                              | سانتیاگو ده کومپوستلا  |
| ورزشگاه ریازور                        | ورزشگاه سان لازارو     |
| گنجایش: ۳۲,۶۶۰                        | گنجایش: ۱۲,۰۰۰         |
|                                       |                        |

## مرحله گروهی
قرعه کشی مرحله گروهی در ۶ مارس ۲۰۰۱ در مرکز کنگره در لاکرونیا، اسپانیا برگزار شد.

### گروه A
- بوکا جونیورز
- دپورتیوو لا کرونیا
- ولونگونگ وولفس
- زمالک

| بوکا جونیورز | کنسل شد | دپورتیوو لا کرونیا |
| ------------ | ------- | ------------------ |
|              |         |                    |

| ولونگونگ وولفس | کنسل شد | زمالک |
| -------------- | ------- | ----- |
|                |         |       |

| دپورتیوو لا کرونیا | کنسل شد | ولونگونگ وولفس |
| ------------------ | ------- | -------------- |
|                    |         |                |

| زمالک | کنسل شد | بوکا جونیورز |
| ----- | ------- | ------------ |
|       |         |              |

| بوکا جونیورز | کنسل شد | ولونگونگ وولفس |
| ------------ | ------- | -------------- |
|              |         |                |

| دپورتیوو لا کرونیا | کنسل شد | زمالک |
| ------------------ | ------- | ----- |
|                    |         |       |

### گروه B
- الهلال
- گالاتاسرای
- المپیا
- پالمیراس

| پالمیراس | کنسل شد | المپیا |
| -------- | ------- | ------ |
|          |         |        |

| گالاتاسرای | کنسل شد | الهلال |
| ---------- | ------- | ------ |
|            |         |        |

| المپیا | کنسل شد | گالاتاسرای |
| ------ | ------- | ---------- |
|        |         |            |

| الهلال | کنسل شد | پالمیراس |
| ------ | ------- | -------- |
|        |         |          |

| پالمیراس | کنسل شد | گالاتاسرای |
| -------- | ------- | ---------- |
|          |         |            |

| المپیا | کنسل شد | الهلال |
| ------ | ------- | ------ |
|        |         |        |

### گروه C
- هارتس آف اوک
- جوبیلو ایواتا
- لس آنجلس گلکسی
- رئال مادرید

| رئال مادرید | کنسل شد | جوبیلو ایواتا |
| ----------- | ------- | ------------- |
|             |         |               |

| هارتس آف اوک | کنسل شد | لس آنجلس گلکسی |
| ------------ | ------- | -------------- |
|              |         |                |

| جوبیلو ایواتا | کنسل شد | هارتس آف اوک |
| ------------- | ------- | ------------ |
|               |         |              |

| لس آنجلس گلکسی | کنسل شد | رئال مادرید |
| -------------- | ------- | ----------- |
|                |         |             |

| رئال مادرید | کنسل شد | هارتس آف اوک |
| ----------- | ------- | ------------ |
|             |         |              |

| جوبیلو ایواتا | کنسل شد | لس آنجلس گلکسی |
| ------------- | ------- | -------------- |
|               |         |                |

## مرحله حذفی

### نیمه نهایی
| برنده گروه A | کنسل شد | برنده گروه B |
| ------------ | ------- | ------------ |
|              |         |              |

| برنده گروه C | کنسل شد | بهترین تیم دوم |
| ------------ | ------- | -------------- |
|              |         |                |

### رده بندی
| بازنده نیمه نهایی | کنسل شد | بازنده نیمه نهایی |
| ----------------- | ------- | ----------------- |
|                   |         |                   |

### فینال
| برنده نیمه نهایی | کنسل شد | برنده نیمه نهایی |
| ---------------- | ------- | ---------------- |
|                  |         |                  |